# Bodengestützte Luftverteidigungsbrigade 33
Die Bodengestützte Luftverteidigungsbrigade 33 (BODLUV Br 33), vormals Lehrverband Fliegerabwehr 33 (LVb Flab 33), ist ein Grosser Verband der Schweizer Luftwaffe. Sie umfasst alle Mittel der bodengestützten Luftverteidigung der Schweizer Armee. Geführt wird die Brigade von Brigadier Peter Soller.

## Geschichte
2003 wurde im Zuge der Armee XXI die Fliegerabwehrbrigade 33 in die Dachorganisation Lehrverband Fliegerabwehr 33 (LVb Flab 33) überführt. Dieser wurde per 1. Januar 2023 zur Bodengestützte Luftverteidigungsbrigade 33 (BODLUV Br 33).

## Gliederung
Die BODLUV Br 33 besteht aus:
- Stab BODLUV Br 33
- Milizstab BODLUV Br 33
- Fliegerabwehr Bereitschaftsbatterie (Flab Ber Bttr)
- Stabsbatterie BODLUV (Stabsbttr BODLUV)

den Berufsformationen:
- BODLUV Schule 33 (BODLUV S 33),
- Kommando Weiterentwicklung / Lehrgänge und Kurse BODLUV 33 (Kdo WE / LG+K BODLUV)
- Waffeplatz Kommando Emmen (Wpl Kdo Emmen)

den Milizformationen:
- Leichte Fliegerabwehrlenkwaffenabteilung 1 (L Flab Lwf Abt 1)
- Leichte Fliegerabwehrlenkwaffenabteilung 5 (L Flab Lwf Abt 5)
- Leichte Fliegerabwehrlenkwaffenabteilung 7 (L Flab Lwf Abt 7)
- Mittlere Fliegerabwehrabteilung 32 (M Flab Abt 32)
- Mittlere Fliegerabwehrabteilung 34 (M Flab Abt 34)
- Mittlere Fliegerabwehrabteilung 45 (M Flab Abt 45)

## Kommandanten
| Funktionsjahre | Rang | Name            | Bemerkung                                |
| -------------- | ---- | --------------- | ---------------------------------------- |
| 2003–2008      | Br   | Matthias Weibel | zuvor Kdt Flab Br 33                     |
| 2008–2016      | Br   | Marcel Amstutz  |                                          |
| 2017–2021      | Br   | Hugo Roux       | Ernennung ad interim                     |
| 2021–          | Br   | Peter Soller    | Umbenennung des LVb Flab 33 zu BODLUV Br |